# Marion Jones (athlétisme)
Pour les articles homonymes, voir Marion Jones et Jones.
Marion Jones, désormais Marion Jones-Thompson (née le 12 octobre 1975 à Los Angeles), est une athlète et joueuse de basket-ball américaine d’origine belizienne.
Elle réalise une brillante carrière dans le sprint mais très brève en termes de succès. Lauréate de 3 titres de championne du monde en 1997 et 1999, ses victoires suivantes sont cependant invalidées pour dopage. En effet, le 5 octobre 2007, elle est contrainte d'avouer avoir pris des stéroïdes à partir de 1999, ce qui lui coûte ses 5 médailles olympiques (3 d'or, 2 de bronze) acquises aux JO de Sydney, ainsi que ses deux titres remportés aux championnats du monde d'athlétisme 2001. Par la suite, elle ne remporte plus aucune course majeure. 
Le 11 janvier 2008, elle est condamnée à six mois de prison ferme pour raison de parjure, ayant nié auparavant toute implication dans l'affaire Balco. Elle a purgé sa peine dans une prison du Texas entre mars et septembre 2008.
Elle est encore aujourd'hui la troisième femme la plus rapide du monde sur 200m et sur 100 m.

## Carrière sportive

### Athlétisme

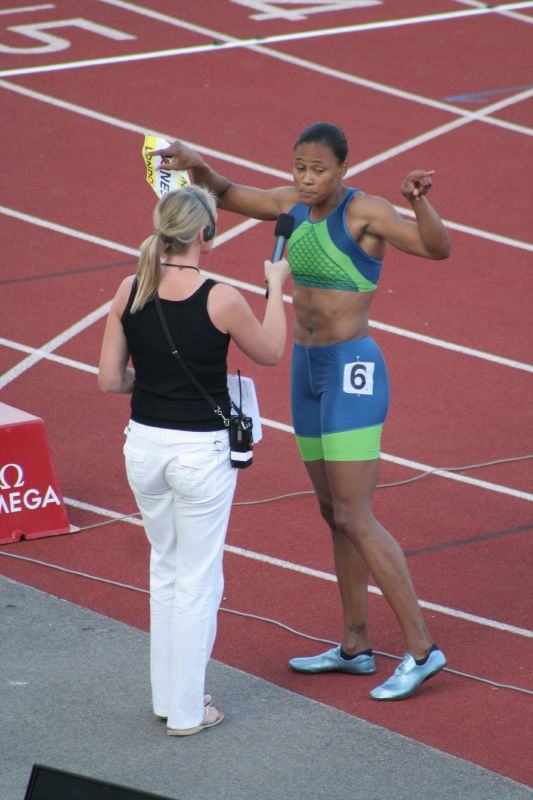
Au meeting de Londres en 2006

Excellente à la fois en athlétisme et en basket-ball, Marion Jones se concentre néanmoins sur le basket-ball en début de carrière. À la suite d'une blessure, elle ne peut être sélectionnée par l'équipe nationale américaine pour les Jeux olympiques d'été de 1996 et décide dès lors de se concentrer sur l'athlétisme.
Une année plus tard, elle est déjà la nouvelle reine du 100 mètres et gagne son premier titre majeur sur cette distance lors des Championnats du monde d'athlétisme 1997 à Athènes. Elle termine également 10e en saut en longueur.
Aux championnats du monde d'athlétisme 1999, elle vise quatre médailles d'or. Après un succès sur le 100 m et une médaille de bronze en longueur, elle se blesse lors du 200 m et ne peut participer au 4 × 100 m.

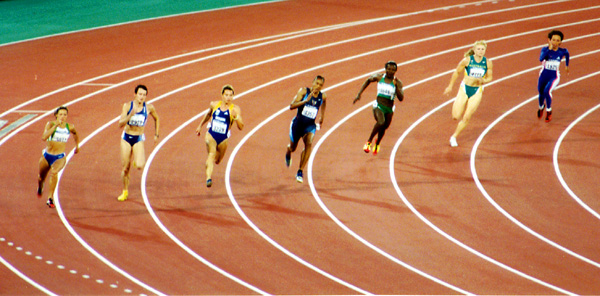
Marion Jones (au centre) au deuxième warm up du second tour du 200m des Jeux olympiques d'été de Sydney le 27 septembre 2000

Les Jeux olympiques de Sydney en 2000 marquent le couronnement de sa carrière. Elle annonce vouloir y décrocher cinq médailles d'or, un exploit jamais réalisé en athlétisme lors d'une même compétition. Elle parvient finalement à décrocher trois médailles d'or (100m, 200m et 4 × 400m) et 2 de bronze (saut en longueur et 4 × 100m), ce qui constitue un nombre record de médailles lors d'une même édition des Jeux olympiques. Ces médailles lui ont toutes été retirées à la suite de ses aveux de dopage en 2007.
En 2001, aux Championnats du monde d'athlétisme 2001 à Edmonton, Canada,  à la surprise générale, elle n'obtient « que » la médaille d'argent du 100 m, battue par l'Ukrainienne Zhanna Pintusevich-Block - ce fut d'ailleurs sa première course non remportée de l'année. Elle gagne toutefois le titre sur 200 m et 4 × 100 m. Ces trois médailles lui seront retirées en 2007.
En 2003, elle met sa carrière d'athlète entre parenthèses pour donner naissance à son premier enfant, dont le père est le sprinter américain Tim Montgomery. Elle reprend sa carrière dans un climat délétère en 2004, mise sous enquête par l'agence antidopage américaine. Sous pression lors des sélections américaines pour les Jeux olympiques d'Athènes, elle échoue à se qualifier pour le 100 m comme pour le 200 m, ne s'assurant une place qu'en saut en longueur. Ces jeux sont un échec pour elle : cinquième en longueur et éliminée avec le relais américain lors du 4 × 100 m pour un mauvais passage de témoin, elle quitte ses deuxièmes jeux olympiques sans nouvelle médaille, mais déclare déjà viser un dernier sacre lors des jeux suivants en 2008.
En 2006, année sans compétition mondiale, elle semble retrouver son meilleur niveau en descendant à deux reprises sous les 11 secondes lors de deux meetings européens, et notamment lors du meeting de Rome où elle signe un chrono de 10 s 91, deuxième meilleure performance mondiale de l'année. Ses aveux de dopage en 2007 mettent un terme à sa carrière.

### Basket-ball
| Saisons   | Équipe                               | Pays       |
| --------- | ------------------------------------ | ---------- |
| ...-1994  | Tar Heels de Caroline du Nord (NCAA) | États-Unis |
| 2010-2011 | Shock de Tulsa (WNBA)                | États-Unis |

Marion Jones se concentre tout d'abord sur le basket-ball. Au niveau universitaire, elle gagne le championnat NCAA avec les Tar Heels de Caroline du Nord, l’équipe de l’Université de Caroline du Nord, en 1994. À la suite de sa blessure, elle décide alors de se concentrer sur l'athlétisme.
En 2003, la franchise de Women's National Basketball Association (WNBA) du Mercury de Phoenix la sélectionne en 33e position de la draft WNBA 2003.
Après ses problèmes de dopage et son passage en prison, elle décide de revenir à son premier sport. Le 8 mars 2010, elle signe pour la franchise WNBA de Shock de Tulsa. 
Elle débute dans la ligue américaine courant mai 2010 lors d'une défaite 80 à 74 face à Minnesota Lynx. Lors de cette rencontre, elle dispute 3 minutes et 19 secondes, n'inscrivant aucun point. Elle établit toutefois un record en devenant la plus vieille débutante en WNBA. Évoluant au poste d'arrière, elle dispute 33 rencontres lors de sa première saison en WNBA, dont une débutée dans le cinq majeur. Elle dispute en moyenne 9,4 minutes par rencontres, pour un apport de 3,4 points, 1,6 rebond et 0,6 passe décisive. Sa franchise, avec 28 défaites pour 6 victoires termine avec le plus faible bilan de toute la ligue. Sa franchise se sépare d'elle au cours de sa seconde saison, expliquant cette décision pour offrir une place dans leur effectif à une jeune joueuse, Abi Olajuwon. Elle dispute au total 14 matches dans cette saison pour moins d'un point de moyenne par rencontre.

## Vie personnelle
Marion Jones fut mariée avec le lanceur de poids américain C.J. Hunter, qui était entraîneur à l'université de Caroline du Nord. Ce dernier fut contrôlé positif à la nandrolone en 2000 et fut banni des Jeux olympiques d'été de 2000. Le scandale qui suivit impliqua également Marion Jones. Ils divorcèrent une année plus tard.
En 2003, elle donna naissance à un garçon, Tim Jr., dont le père est Tim Montgomery, ancien recordman du 100 m, lui aussi impliqué dans l'affaire Balco. Cette grossesse empêcha Marion Jones de participer aux championnats du monde d'athlétisme 2003.
Marion Jones a épousé le 24 février 2007 le sprinteur barbadien Obadele Thompson,.
Selon le Los Angeles Times (édition du samedi 23 juin 2007), l'athlète serait totalement ruinée, ayant dilapidé les millions de dollars gagnés grâce à ses exploits sportifs. Plusieurs de ses propriétés immobilières ont fait l'objet de saisies judiciaires pour apurer ses dettes.

## Dopage
Même si, durant son activité sportive, le dopage de Marion Jones n'a jamais été officiellement avéré, les doutes et les suspicions ont terni l'éclat de ses performances à partir de la seconde moitié de sa carrière, après la naissance de son fils en 2003. Les premiers doutes sont apparus dès septembre 1992 ; à cette date, elle a évité une suspension pour non-présentation à un contrôle inopiné : elle avait alors prétexté que ni son entraîneur ni elle n'avaient été avertis. En septembre 2000, lors des Jeux olympiques d'été de 2000 de Sydney, son mari C.J. Hunter est convaincu de dopage et elle lui apporte son soutien dans une conférence de presse, mais leur mariage ne résiste pas à ce choc.
Après avoir quitté son entraîneur Trevor Graham, personnage très controversé dans le milieu de l'athlétisme en raison du grand nombre de ses athlètes convaincus de dopage, sa collaboration, ainsi que celle de son compagnon Tim Montgomery, avec l'ex-entraîneur de Ben Johnson, Charlie Francis, provoque un scandale qui les force à y mettre un terme.
Après les révélations sur l'affaire Balco, elle est entendue par le Grand Jury fédéral de San Francisco, Victor Conte ayant affirmé qu'il avait été le nutritionniste de Marion Jones d'août 2000 à octobre 2001.
Puis en 2004, elle reconnaît avoir utilisé des produits du laboratoire Balco, mais uniquement des compléments alimentaires autorisés. Peu de temps après, son ex-époux déclare avoir vu sa conjointe s'injecter elle-même de l'EPO et de la THG. Enfin, en fin d'année, c'est de nouveau Victor Conte qui, lors d'une interview télévisée, déclare lui avoir fourni de l'insuline, des hormones de croissance, de l'EPO et de la THG lors de la préparation pour les Jeux de 2000. Marion Jones dépose alors plainte pour diffamation. Ce litige se réglera en février 2006 par un accord amiable entre les deux parties, accord dont les arrangements sont tenus secrets.
En décembre 2005, le père de son enfant, Tim Montgomery, est lui-même convaincu de dopage sans avoir été contrôlé positif, puis suspendu deux ans, son record du monde est retiré des tablettes. 
Enfin, en août 2006, lors d'un contrôle antidopage au cours des championnats des États-Unis en juin, l'échantillon A de l'athlète se révéla positif à l'EPO, mais l'analyse de l'échantillon B (négatif) l'innocentera.
Le 4 octobre 2007, le Washington Post révèle l'existence d'une lettre de Marion Jones à ses proches dans laquelle elle avoue l'usage de stéroïdes de 1999 à 2002. Le lundi 8 octobre, après avoir avoué devant la presse s’être dopée aux stéroïdes pendant les deux années ayant précédé les JO de Sydney en 2000 et qu'elle met fin à sa carrière d'athlète, Marion Jones rend ses médailles acquises à Sydney (3 médailles d'or et 2 de bronze). Le cas des médailles gagnées dans les épreuves par équipe (relais) n'a été tranché que le 16 juillet 2010 par le Tribunal arbitral du sport : il a été décidé de conserver les médailles et les diplômes aux équipières de Marion Jones qui, elles, n'avaient pas eu de problème de dopage.
Le 11 janvier 2008, elle est condamnée à six mois de prison ferme par un tribunal américain pour raison de parjure, ayant nié auparavant toute implication dans l'affaire Balco.
Le 7 mars 2008, Marion Jones entre en prison au Texas pour purger les 6 mois auxquels elle a été condamnée pour parjure.
Le 5 septembre 2008, elle retrouve la liberté après avoir purgé ses 6 mois de prison.

## Palmarès international

### Jeux olympiques
- Jeux olympiques d'été de 2000 à Sydney, Australie : les cinq médailles (trois en or et deux en bronze) qu'elle avait remportées lui ont été retirées pour dopage[14].

### Championnats du monde
- Championnats du monde d'athlétisme 1997, à Athènes, Grèce
  -  Médaille d'or au 100 m
  -  Médaille d'or sur le relais 4 × 100 m

- Championnats du monde d'athlétisme 1999 à Séville, Espagne
  -  Médaille d'or au 100 m
  -  Médaille de bronze en longueur

- Championnats du monde d'athlétisme 2001 à Edmonton, Canada : les deux médailles en individuel (argent sur 100 m et or sur 200 m) lui ont été retirées pour dopage, le titre en relais avait déjà été perdu avant ses aveux à cause de la disqualification pour dopage de la relayeuse Kelli White.